# Gopo 2019
A XIII-a ediție a Premiilor Gopo s-a desfășurat la data de 19 martie 2019, la Teatrul Național din București. 79 de producții românești lansate în 2018 au intrat în cursa pentru nominalizări. Un record al acestei ediții l-au reprezentat numărul lungmetrajelor: 28 de titluri.
Juriul de preselecție, stabilit de către Board-ul consultativ al Premiilor Gopo, a fost format din 11 profesioniști ai cinematografiei autohtone – Daniel Sandu (regizor), Mirela Oprișor (actriță), Constantin Chelba (operator), Horea Murgu (inginer de sunet), Ileana Cecanu (distribuitor), Andrei Tănăsescu (selecționer și curator) – și critici, teoreticieni și jurnaliști de film – Ana Maria Sandu, Anca Grădinariu, Georgiana Mușat, Cătălin Mesaru, Christian Ferencz-Flatz. Pentru desemnarea câștigătorilor, votează peste 600 de membri activi din industria cinematografică românească. Sistemul de vot este asigurat de firma de audit și consultanță PwC România.
Pentru prima dată, Gala a fost transmisă în direct de televiziunea Film Now, și înregistrat la Digi 24, cele două televiziuni devenind parteneri media principali și co-producători.

## Nominalizări și câștigători
| Cel mai bun film | Cel mai bun regizor |
| --- | --- |
| - Moromeții 2 – regia: Stere Gulea - Charleston – regia: Andrei Crețulescu - Dragoste 1. Câine – regia: Florin Șerban - Îmi este indiferent dacă în istorie vom intra ca barbari – regia: Radu Jude - Pororoca – regia: Constantin Popescu | - Constantin Popescu – Pororoca - Andrei Crețulescu – Charleston - Florin Șerban – Dragoste 1. Câine - Radu Jude – Îmi este indiferent dacă în istorie vom intra ca barbari - Stere Gulea – Moromeții 2 |
| Cel mai bun actor | Cea mai bună actriță |
| - Bogdan Dumitrache – Pororoca - Șerban Pavlu – Charleston - Valeriu Andriuță – Dragoste 1. Câine - Horațiu Mălăele – Moromeții 2 - Vasile Pavel – Soldații. Poveste din Ferentari | - Cosmina Stratan – Dragoste 1. Câine - Silvana Mihai – Câteva conversații despre o fată foarte înaltă - Florentina Năstase – Câteva conversații despre o fată foarte înaltă - Dorotheea Petre – În pronunțare - Irina Velcescu – Secretul fericirii |
| Cel mai bun actor în rol secundar | Cea mai bună actriță în rol secundar |
| - Alexandru Dabija – Îmi este indiferent dacă în istorie vom intra ca barbari - Victor Rebengiuc – Charleston - Alexandru Nagy – Moon Hotel Kabul - Constantin Dogioiu – Pororoca - Laszlo Matray – Un print și jumătate | - Iulia Lumânare – Pororoca - Ofelia Popii – Moon Hotel Kabul - Rodica Negrea – Moon Hotel Kabul - Dana Dogaru – Moromeții 2 - Oana Pellea – Moromeții 2 |
| Cel mai bun scenariu | Cea mai bună imagine |
| - Radu Jude – Îmi este indiferent dacă în istorie vom intra ca barbari - Andrei Crețulescu – Charleston - Stere Gulea – Moromeții 2 - Constantin Popescu – Pororoca - Alexandru Popa – Secretul fericirii | - Vivi Drăgan Vasile – Moromeții 2 - Barbu Bălășoiu – Charleston - Marcin Koszalka – Dragoste 1. Câine - Marius Panduru – În pronunțare - Liviu Mărghidan – Pororoca |
| Cel mai bun montaj | Cel mai bun sunet |
| - Dana Bunescu, Alexandra Gulea – Moromeții 2 - Cătălin Cristuțiu – Charleston - Florin Șerban – Dragoste 1. Câine - Corina Stavilă – Pororoca - Dragoș Apetri – Povestea unui pierde vară | - Dana Bunescu, Cristinel Șirli, Constantin Fleancu – Moromeții 2 - Nicolas Waschkowski, Marius Leftărache, Yann Legay – Charleston - Michal Fojcik – Dragoste 1. Câine - Mihai Bogoș – Pororoca - Filip Mureșan, Alexandru Dumitru, Florin Tăbăcaru – Povestea unui pierde vară |
| Cea mai bună muzică originală | Gopo pentru cele mai bune decoruri |
| - Massimiliano Narduli – Charleston - Pauchi Sasaki – Dragoste 1. Câine - Vasile Șirli – Moromeții 2 - Hristo Namilev – Povestea unui pierde vară - Nainita Desai – România neîmblânzită | - Cristian Niculescu – Moromeții 2 - Mălina Ionescu – Charleston - Mihaela Poenaru – Dragoste 1. Câine - Iuliana Vîlsan – Îmi este indiferent dacă în istorie vom intra ca barbari - Adrian Cristea – Soldații. Poveste din Ferentari |
| Cele mai bune costume | Cel mai bun machiaj și cea mai bună coafură |
| - Dana Păpăruz – Moromeții 2 - Mălina Ionescu – Charleston - Elena Frățilă – Dragoste 1. Câine - Iuliana Vîlsan – Îmi este indiferent dacă în istorie vom intra ca barbari - Cristina Șerbu – Un prinț și jumătate | - Dana Roșeanu, Iulia Roșeanu, Domnica Bodogan – Moromeții 2 - Dana Angelescu și Fanny Fallourd – Charleston - Bianca Boeroiu – Dragoste 1. Câine - Ioana Covali, Irina Ianciuș, Ștefan Enache – În pronunțare - Iulia Roșeanu, Domnica Bodogan – Pororoca |
| Debut regizoral | Tânără speranță |
| - Ivana Mladenovic – Soldații. Poveste din Ferentari - Bogdan Theodor Olteanu – Câteva conversații despre o fată foarte înaltă - Andrei Crețulescu – Charleston - Ioana Uricaru – Lemonade - Vlad Zamfirescu – Secretul fericirii | - Iosif Paștina – actor Moromeții 2 - Elena Ciolacu – regie scurtmetraj de animație Micul erou - Andrei Inizian – scenariu și regie Aprilie, vis - Andra Tarara – regie scurtmetraj documentar O moarte în familia mea - Tudor D. Popescu – montaj Câteva conversații despre o fată foarte înaltă |
| Cel mai bun film documentar | Cel mai bun scurtmetraj |
| - Caisă – producător: Tudor Giurgiu, (Almafilm, Hai-Hui Entertainment), regia: Alexandru Mavrodineanu - Dacii liberi – producător: Monica Lazurean-Gorgan ( Manifest Film), regia: Andrei Gorgan, Monica Lăzurean-Gorgan - Fotbal infinit – producător: Marcel Ursu, 42 km Film, regia: Corneliu Porumboiu - Licu, o poveste românească – producător: Jonathan Boissay, Ana Dumitrescu, (Jules et Films), regia: Ana Dumitrescu - Phoenixxx – producător: Tudor Giurgiu, Radu Mocanu (Vagabond Film), regia: Mihai Gavril Dragolea | - Cadoul de Crăciun – producător: Bogdan Mureșanu, Vlad Iorga (Kinotopia), regia: Bogdan Mureșanu - Miss Suenno – producător: Claudiu Mitcu, Ioachim Stroe, Robert Fita (We are Basca), regia Radu Potcoavă - Iederă – producător: Sarra Tsorakidis, Paul Negoescu, Vladimir Dembinski (AutoLook Productions, Papillon FIlm, Popski), regia Sarra Tsorakidis - Granițe / Borders – producător: Daniel Mitulescu, (Strada Film), regia: Andra Chiriac - Karmasutra – producător: Cristian Bota (Bota Film), regia: Cristian Bota |
| Gopo pentru cel mai bun film european | Gopo pentru premiul publicului |
| - Uciderea cerbului sacru – regia: Yorgos Lanthimos - Dovlatov – regia: Aleksei German - Utoya - 22 iulie – regia: Erik Poppe - Chipuri, locuri – regia: Agnès Varda - Lumina dinăuntru – regia: Claire Denis | - Moromeții 2 – regia: Stere Gulea (3.774.261,31 lei încasări) |
| Premiul special | Premiul RSC |
| - Ion Nica (maestru de lumini) | - Vivi Drăgan Vasile - imaginea filmului Moromeții 2 |
| Gopo pentru întreaga activitate | Gopo pentru întreaga carieră |
| - Constantin Dinulescu | - Ileana Stana-Ionescu |
| Premiul pentru susținerea filmului independent | |
| - Dan Chișu | |

## Prezentatori
| Nume                                             | Rol                                                                        |
| ------------------------------------------------ | -------------------------------------------------------------------------- |
| Roberto Olla (Director Executiv Eurimages)       | Prezentatorul premiului pentru cel mai bun film european                   |
| Alexandru Bogdan                                 | Prezentatorul premiului pentru cel mai bun sunet                           |
| Tania Filip și Alexandru Suciu                   | Prezentatorii premiului pentru cele mai bune decoruri                      |
| Mona Nicoară și Dana Bunescu                     | Prezentatoarele premiului pentru cel mai bun film documentar               |
| Dan Hurduc și Milan Hurduc                       | Prezentatorii premiului pentru cel mai bun scurtmetraj                     |
| Alexandru Bogdan                                 | Prezentatorul premiului pentru cel mai bun machiaj și cea mai bună coafură |
| Victoria Răileanu și Alexandru Ion               | Prezentatorii premiului pentru cele mai bune costume                       |
| Alexandru Sterian                                | Prezentatorul premiului RSC                                                |
| Vlad Rădescu                                     | Prezentatorul premiului publicului                                         |
| Ioana Bugarin și Ștefan Iancu                    | Prezentatorii premiului pentru cel mai bun actor în rol secundar           |
| Alina Nedelea și Adrian Nartea                   | Prezentatorii premiului pentru cea mai bună actriță în rol secundar        |
| Tedy Necula                                      | Prezentatorul premiului pentru tânără speranță                             |
| Alexandru Bogdan                                 | Prezentatorul premiului special                                            |
| Judith State și Marius Olteanu                   | Prezentatorii premiului pentru debut regizoral                             |
| Alina Șerban și Istvan Teglas                    | Prezentatorii premiului pentru cel mai bun montaj                          |
| Tora Vasilescu                                   | Prezentatoarea premiului pentru întreaga activitate                        |
| Ileana Popovici și Alexandru Bindea              | Prezentatorii premiului pentru cea mai bună imagine                        |
| Miruna Berescu, Dorian Boguță și Andrei Gheorghe | Prezentatorii premiului pentru susținerea filmului independent             |
| Oana Zamfir și Cristian Balint                   | Prezentatorii premiului pentru cea mai bună muzică originală               |
| Bogdan Ficeac                                    | Prezentatorul premiului pentru cel mai bun scenariu                        |
| Monica Davidescu                                 | Prezentatoarea premiului pentru întreaga carieră                           |
| Valentin Teodosiu                                | Prezentatorul premiului pentru cea mai bună actriță în rol principal       |
| Carmen Tănase                                    | Prezentatoarea premiului pentru cel mai bun actor în rol principal         |
| Rodica Negrea                                    | Prezentatoarea premiului pentru cel mai bun regizor                        |
| Emilia Popescu                                   | Prezentatoarea premiului pentru cel mai bun film                           |

## Interpretări muzicale
| Nume                          | Cântec                                        |
| ----------------------------- | --------------------------------------------- |
| Irina Sârbu and Band          | Ani de liceu                                  |
| Lexo, Alex Kojo & Kana Jambe  | Bohemian Rhapsody / Iubirea mea ești numai tu |
| Ana Udroiu & Alexandru Bogdan | Cover Shallow                                 |

## Filme cu multiple nominalizări
- Moromeții 2  – 14
- Charleston  – 13
- Dragoste 1. Câine  – 11
- Pororoca  – 10
- Îmi este indiferent dacă în istorie vom intra ca barbari  – 6

## Filme cu multiple premii
- Moromeții 2  – 8
- Pororoca  – 3
- Îmi este indiferent dacă în istorie vom intra ca barbari  – 2